# Charles' boomvink
Charles' boomvink (Camarhynchus pauper) is een van de zogenaamde darwinvinken, zangvogels uit de grote Amerikaanse familie Thraupidae (tangaren). De darwinvinken komen als endemische soorten alleen voor op de Galapagoseilanden. Charles' boomvink komt alleen voor op het eiland Floreana. De naam is een hommage aan Charles Darwin.

## Kenmerken
Charles' boomvink heet in het Engels de middelste boomvink omdat hij qua grootte in staat tussen de grote boomvink en de kleine boomvink. Net als de andere darwinvinken is deze vink grijsbruin en op de buik wat lichter tot vuilgeel. Mannetjes zijn donkerder rond de kop.

## Verspreiding en leefgebied
Charles' boomvink komt voor in vochtig tropisch heuvellandbos tussen 300 en 400 meter boven de zeespiegel op het eiland Floreana. De grootste populatie bevindt zich aan de voet van de vulkaan Cerro Pajas.

## Status
Charles' boomvink heeft een klein leefgebied en daardoor is de kans op uitsterven groot. De grootte van de wereldpopulatie werd in 2008 geschat op 600 tot 1700 individuen. Vroeger was het belangrijkste leefgebied het gebied dat nu geschikt is gemaakt voor menselijke bewoning. In 1979 werden de eilanden een Nationaal Park, met uitzondering van de gebieden die al door mensen waren bewoond. Door deze bewoning vindt nog steeds aantasting plaats van de oorspronkelijke leefgebieden. Er zijn verwilderde runderen, ezels, varkens, katten, honden en ratten. Door deze dieren weg te vangen, wordt gestreefd naar ecologisch herstel. Charles' boomvink heeft sterk te lijden van een bloedzuigende vlieg (Philornis downsi) die met de mens is meegekomen. Uit onderzoek tussen 2004 en 2008 bleek dat deze vlieg een enorm negatieve invloed heeft op het broedsucces van deze darwinvink. Daarom staat deze vink als kritiek (ernstig bedreigd) op de Rode Lijst van de IUCN.